# Чижова, Елена Семёновна
Еле́на Семёновна Чижо́ва (род. 4 мая 1957, Ленинград) — русская писательница, переводчик и эссеист, экономист, лауреат премии Русский Букер 2009 года.

## Биография и творчество
Преподавала управление производством и английский язык, кандидат экономических наук.
В 1990-х годах занималась бизнесом.
Главный редактор международного журнала «Всемирное слово» (Санкт-Петербург).
Лауреат премии «Русский Букер-2009».

## Взгляды
В марте 2014 года Елена Чижова поставила свою подпись под обращением деятелей культуры России против действий руководства России на востоке Украины. В мае 2018 года подписалась под заявлением членов Петербургского ПЕН-клуба к участникам ПМЭФ с призывом к освобождению из заключения Олега Сенцова и к передаче его Украине.
В мае 2019 года в швейцарской газете Neue Zürcher Zeitung вышло эссе Чижовой, вызвавшее резонанс в России, поскольку в нём Чижова обвинила Иосифа Сталина в потворстве планам Гитлера по уничтожению Ленинграда и его жителей. Политолог Наталия Елисеева направила в Следственный комитет России заявление о возбуждении против писателя уголовного дела по статье 354.1 УК РФ (реабилитация нацизма). 10 мая 2019 года члены ПЕН-клуба выразили солидарность с Еленой Чижовой, но заметили при этом, что «в обсуждаемой статье есть, по мнению многих, одна существенная неточность. В самый суровый блокадный период железнодорожное сообщение с городом было перерезано, соответственно, ни вывоз военной техники, ни подвоз сырья вместо продовольствия, о чём пишет Чижова, был невозможен.»

## Семья
Вдова Андрея Чижова (1944-1999) – преподавателя английского языка; русского языка для иностранцев в Ленинградской Духовной Академии, с 1981 года – члена Педагогического Совета Факультета иностранных студентов, 1986 года – секретаря ФИСА,  с 1987 года  - Декана Факультета Иностранных студентов. 18 августа 1985 года за Божественной литургией в Свято-Троицком соборе Александро-Невской Лавры города Санкт-Петербурга митрополитом Ленинградским и Новгородским Антонием Андрей Иванович Чижов был рукоположен во диакона, а позже, митрополитом Ленинградским и Новгородским Алексием назначен в Николо-Богоявленский кафедральный собор с возведением в сан протодиакона.
Вдова Валерия Возгрина (1939—2020) –  советского и российского историка. Доктора исторических наук, профессора кафедры истории Нового и новейшего времени Санкт-Петербургского государственного университета, директора Научно-исследовательского центра «Меншиковский институт». Члена королевской Датской академии наук., бывшего делегата Меджлиса крымскотатарского народа, официального представителя Меджлиса в Санкт-Петербурге.
У Елены Чижовой двое детей: Елизавета Чижова и Александра Возгрина.

### Литературные премии
- Роман «Крошки Цахес» — премия «Северная Пальмира» (2001) и Литературная премия журнала «Звезда» (2001).
- Роман «Лавра» — шорт-лист Русского Букера (2003).
- Роман «Полукровка» (опубликован под названием «Преступница») — шорт-лист Русского Букера (2005).
- Роман «Время женщин» — лауреат премии Русский Букер (2009).